# Vi fortsätter förändringen
Vi fortsätter förändringen, Prodalschawame promjanata (PP) är ett mittenparti i Bulgarien bildat i september 2021 av Kiril Petkov och Asen Vasilev, två entreprenörer utbildade vid Harvarduniversitetet i USA och ministrar i en av flera regeringar under det turbulenta valåret 2021.
I parlamentsvalet i november blev valalliansen med samma namn överraskande den största med över 25 % av rösterna.
Alliansen erövrade sammanlagt 67 mandat.
64 av dessa tillföll PP, två det pan-europeiska partiet Volt och ett liberala Europeisk medelklass. Det fjärde partiet i koalitionen, socialdemokratiska PDS blev utan mandat.
Genom förhandlingar med andra partier lyckades man i december överta regeringsmakten.